# Argang Ghadiri
Argang Ghadiri Mohammad Abadi (* 9. Mai 1985 in Köln) ist ein deutscher Wirtschaftswissenschaftler, Wissenschaftsjournalist und Hochschulprofessor. Zu seinen Schwerpunkten in Forschung und Lehre gehören Betriebliches Gesundheitsmanagement und Neuroleadership. Seit 2023 ist er Professor für Betriebliches Gesundheitsmanagement an der Apollon Hochschule der Gesundheitswirtschaft.

## Ausbildung
Ghadiri studierte Betriebswirtschaftslehre an der Hochschule Bonn-Rhein-Sieg und an der Universität Duisburg-Essen mit Auslandsaufenthalten in St. Gallen und Helsinki. Im Anschluss hat er an der Universität Duisburg-Essen seine Promotion zum Thema Arbeitspausen und Gesundheit – Eine betriebswirtschaftliche Perspektive abgeschlossen, die mit dem zweiten Platz des Nachwuchsinnovationspreises vom Bundesverband Betriebliches Gesundheitsmanagement e. V. ausgezeichnet wurde.
Nach seiner Promotion arbeitete Ghadiri als Leiter der Abteilung Business Development bei der brainLight GmbH. Sein Fokus bestand in der Entwicklung neuer Geschäftsfelder, wie u. a. in der Prävention und der Betrieblichen Gesundheitsförderung. Zudem ist er als Auditor für Betriebliches Gesundheitsmanagement im Rahmen des Corporate Health Awards tätig.

## Veröffentlichungen und Wirken
Zusammen mit Wirtschaftswissenschaftler Theo Peters entwickelte Ghadiri 2013 das SCOAP-Profil, ein psychometrisches Instrument zur Mitarbeiterführung anhand neurowissenschaftlicher Erkenntnisse, welches auf der Konsistenztheorie von Klaus Grawe beruht. SCOAP stellt eine Erweiterung der Konsistenztheorie für die Führung von Mitarbeitern im Rahmen von Neuroleadership dar. Die einzelnen Dimensionen der menschlichen Grundbedürfnisse sind Self-Esteem (Selbstwert), Control (Kontrolle), Orientation (Orientierung), Attachment (Bindung), Pleasure (Freude).

## Wissenschaftskommunikation
Mit der YouTube-Sendung Wissen schmeckt entwickelte Ghadiri ein Format für die Wissenschaftskommunikation, welches eine Kochsendung zur Kommunikation von wissenschaftlichen Themen aus der Forschung nutzt.  Die Themen und Rezepte aus den Sendungen wurden vom Springer-Verlag als Buch herausgegeben. Zudem wirkte Ghadiri an verschiedenen vom Bundesministerium für Bildung und Forschung geförderten Projekten mit, wie z. B. beim Wissenschaftsjahr 2022 als Mitglied der Jury beim Ideenlauf und als Diskussionspartner beim Wissenschaftsjahr 2020/21 Bioökonomie, sowie regionalen Projekten wie die Ausstellung Future Food Insekten – Nachhaltigkeit schmeckt (Kooperation der Hochschule Bonn-Rhein-Sieg und dem Museum König Bonn vom Leibniz-Institut zur Analyse des Biodiversitätswandels).

## Monographien (Auswahl)
- Betriebliches Gesundheitsmanagement in digitalen Zeiten (2020). Wiesbaden: Springer (zusammen mit Theo Peters).
- Trends im Betrieblichen Gesundheitsmanagement – Ansätze aus Forschung und Praxis (2016). Wiesbaden: Springer (zusammen mit Anabel Ternès und Theo Peters).
- Neuroleadership – Grundlagen, Konzepte, Beispiele (2013). 2. Auflage, Wiesbaden: Gabler (zusammen mit Theo Peters).
- Neuroleadership – A Journey Through the Brain for Business Leaders (2013). Wiesbaden: Springer (zusammen mit Andreas Habermacher und Theo Peters)
- Wissen schmeckt: Die Magie der Wissenschaften beim Kochen erklärt – mit 16 Rezepten (2018), Wiesbaden: Springer Fachmedien (zusammen mit Thomas Vilgis und Thomas Bosbach, Hrsg.), ISBN 978-3-658-21390-9